# 吉田孤羊
吉田 孤羊（よしだ こよう、1902年3月11日 - 1973年5月16日）は、日本のジャーナリスト、文学研究者。石川啄木の研究者として知られる。本名は徳治。

## 来歴

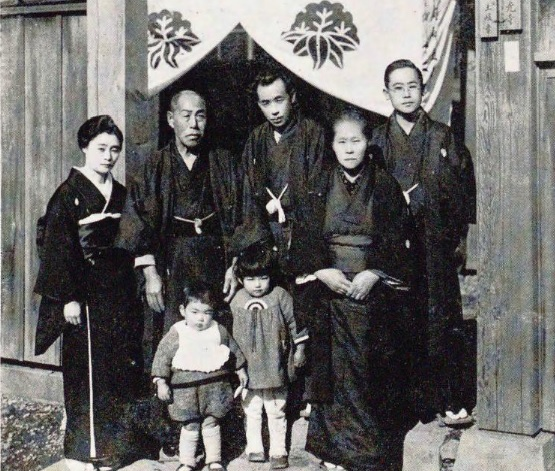
1930年、啄木の次女・房江の葬儀時の写真。
後列右端が孤羊。その左の男性が石川正雄。さらに左が堀合忠操（石川節子の父）。左端は孤羊の妻。

岩手県盛岡市に生まれる。少年時代に「牧民会」という社会主義の研究団体に所属する。この団体は、学習用の「牧民文庫」という図書資料収蔵をおこなっており、その中にあった『啄木歌集』を読んで感銘を受ける。
岩手毎日新聞に入社すると、編集長には岡山儀七がいた。啄木と岩手県立盛岡中学校で親交を持っていた岡山は、孤羊が啄木愛好者と知ると、啄木についての回想などを語り聞かせ、孤羊は啄木への関心を深めた。
その後孤羊は岩手毎日新聞を退社して上京し、立憲政友会系の中央新聞に入社する。中央新聞では学芸部長も務めた。しかし、何らかの理由で中央新聞を退社。
職に困っていたところ、金田一京助が啄木全集の編集長を改造社から依頼されたが、研究活動で多忙なため適任者として孤羊を推薦する。改造社は孤羊を「全集刊行後も啄木専任者としたい」と正社員にすることを持ちかけ、孤羊もこれに同意した。孤羊は入社に当たって、全集の資料収集に必要として自由な出張を認めさせた。孤羊は入社後、1927年11月に函館に赴いて宮崎郁雨や岡田健蔵と面会、孤羊が持参した資料を見た岡田は「よく集めたもんだ」と感嘆し、孤羊を信頼するようになった。このあと孤羊は1か月にわたって小樽や釧路にも足を伸ばして帰京した。1929年年末から翌年1月にかけて再度函館を訪問、岡田健蔵の好意で彼が館長を務める函館図書館の啄木資料を閲覧した。このとき孤羊は、当時非公開だった日記の閲覧を「正確な年表作りのため」という理由で求める金田一京助の依頼文を持参し、岡田もこれを認めた。改造社の啄木全集は売れたが、孤羊は正社員としての給与以外の報酬を受け取ることはなく、自由だったはずの出張旅費も請求に対して半額しか認めないケースがあった。
1930年3月、啄木の長女・京子の夫である石川正雄がフランス遊学から帰国すると東京でそれを出迎え、啄木の研究誌を二人で出すことを持ちかける。正雄はこれに同意して『呼子と口笛』の誌名で同年9月に創刊したが、双方の事情（孤羊の多忙や経済問題、正雄との方針の相違）から孤羊は創刊号に関与しなかった。同年末に京子およびその妹である石川房江が急逝すると、彼女たちの追悼号となった第3号は、正雄に代わって孤羊が編集した。その後『呼子と口笛』は読者数の激減などもあり、1931年9月に終刊となる。
1931年7月、東京日日新聞は「最近函館において発見された」と称して啄木日記の一部を掲載した。長浜功は、事情を知らない人間が岡田健蔵の同意を取り付けて日記を閲覧できるとは考えにくく、当時日記に近づき得た人物（孤羊・岡田のほか金田一京助、宮崎郁雨、丸谷喜市）の中で、リークしたのは孤羊以外に考えられないとしている。孤羊は1933年に『改造』に寄稿した文章でこの漏洩事件を取り上げて非難する挙に出たが、これに対して石川正雄は、孤羊が日記公開の世論を作るために真の漏洩者であることを隠して意図的な「一人二役」を演じていると断じる文章を発表した。
孤羊は1938年から刊行された改造社の二度目の全集（『新編 石川啄木全集』）では編集責任者となった。ただ、改造社が1933年に石川正雄との間で結んだ覚書において「今後啄木の日記は絶対に出版又は発表せざること」という一条を入れていたため、この全集に日記を収録することは叶わなかった。
1945年の東京大空襲で、疎開のため岩手県に帰郷する。戦後は岩手県立図書館や盛岡市立図書館の館長を歴任した。盛岡市立図書館長への就任は司書の資格取得が必要とされたため、孤羊は慶應義塾大学図書館学科で聴講生として学ぶ。このときの同級生に、岡田健蔵の娘でのちに函館図書館長となる岡田弘子がいたという。
1973年5月16日に死去。
盛岡てがみ館に所蔵されている資料の多くは、生前に孤羊が収集したものである。

## 啄木研究者として
啄木の研究者としては「岩城之徳と並ぶ第一人者」とされ、「文献実証主義」の岩城に対して、人脈と聞き取りを中心にする「現場主義」と評された。その一方、長浜功は「都合の悪いことは筆を塞いでしまったり、曖昧な表現で読者の目をそらすことがままあるから彼の言ったことをそのまま受け止めるのは危険だ」と指摘している。

## 著書
- 『啄木を繞る人々』改造社、1929年
- 『啄木啄木写真帖』（編著）改造社、1936年
  - 乾元社、1952年
- 『啄木研究』改造社、1939年
  - 乾元社、1952年
- 『啄木写真帖』芳賀書店<文学アルバム>、1954年
- 『啄木短歌の背景』洋々社、1965年
- 『啄木発見』洋々社、1966年（訂正版1972年）
- 『歌人啄木』洋々社、1968年
- 『啄木片影』洋々社、1972年
- 『新編 啄木写真帖』画文堂、1973年
- 『啄木とロシア』洋々社、1973年